# Cyrestis laelia
Cyrestis laelia är en fjärilsart som beskrevs av Felder 1860. Cyrestis laelia ingår i släktet Cyrestis och familjen praktfjärilar. Inga underarter finns listade i Catalogue of Life.